# Ukuaru valss
Ukuaru valss ist der Titel einer Walzerminiatur von Arvo Pärt. Ursprünglich als Teil seiner Filmmusik zu Ukuaru aus dem Jahre 1973 entstanden, existiert seit 2010 eine Klavierfassung aus der Hand des Komponisten. Auch heutzutage ist die Melodie des Walzers in Estland noch sehr gut bekannt. Durchschnittlich beträgt die Aufführungsdauer zweieinhalb Minuten.

## Hintergrund
Die Komposition fällt in Pärts Wandlungsphase in den Jahren von 1968 bis 1976, die durch seinen Rückzug und die Orientierung hin zum Tintinnabulistil geprägt ist. Um seinen Lebensunterhalt zu sichern, schrieb Pärt in dieser Zeit eine große Anzahl von Filmmusiken. Als eine Art Gelegenheitskomposition ist der Walzer kaum charakteristisch für Pärts sonstige Musiksprache.
Der Walzer ist in seiner Originalfassung des Films ein kleiner Akkordeonwalzer, mit dem Aksel Minna begeistert. Pärts Klavieradaption enthält leichte Veränderungen und einen kurzen Schlussteil. Eine weitere Akkordionfassung von Tauno Aints existiert seit 2016.

## Musik
Klar der Tonalität verpflichtet, steht Ukuaru valss in A-Dur. Der Walzer wirkt dabei leicht und fröhlich. Die bei Walzern häufige Achttaktigkeit wird gelegentlich um einen Takt verkürzt, z. B. gleich zu Beginn bei der Vorstellung des Themas. Ein zweites Motiv, das nun auch Terzen verwendet, wird daraufhin eingeführt. Beide Themen werden nacheinander wiederholt und geringfügig variiert. Eine straffe Coda bringt das Stück zum Abschluss.